# スティーブ・ゲルツ
スティーブン・A・ゲルツ（Steven A. Geltz, 1987年11月1日 - ）は、アメリカ合衆国ニューヨーク州ナイアガラ郡ニューフェイン出身の元プロ野球選手（投手）。右投右打。

## 経歴

### プロ入りとエンゼルス時代
2008年6月20日にロサンゼルス・エンゼルス・オブ・アナハイムと契約。契約後はパイオニアリーグのルーキー級オレム・オウルズとルーキー級アリゾナリーグ・エンゼルスでプレー。ルーキー級オレムでは16試合に登板して1勝0敗・防御率6.15・36奪三振の成績を残した。
2009年はA+級ランチョクカモンガ・クエークスでプレーし、34試合に登板して7勝1敗・防御率3.76・73奪三振の成績を残した。
2010年はA+級ランチョクカモンガで開幕を迎え、22試合に登板。3勝1敗2セーブ・防御率3.44・51奪三振の成績で、7月にAA級アーカンソー・トラベラーズへ昇格。AA級アーカンソーでは16試合に登板して1勝0敗・防御率2.41・36奪三振の成績を残した。
2011年はAAA級ソルトレイク・ビーズで開幕を迎え、2試合に登板したが、防御率21.60と結果を残せず、AA級アーカンソーへ降格。AA級アーカンソーでは32試合に登板して3勝3敗・防御率3.09・67奪三振の成績を残した。
2012年はAA級アーカンソーで開幕を迎え、21試合に登板。3勝0敗6セーブ・防御率0.36・37奪三振を記録し、6月にAAA級ソルトレイクへ昇格。AAA級ソルトレイクでは21試合に登板して0勝1敗3セーブ・防御率3.76・33奪三振の成績を残した。8月11日にエンゼルスとメジャー契約を結び、16日のタンパベイ・レイズ戦でメジャーデビュー。7点ビハインドの9回表から登板し、1回を無安打無失点1四球に抑えた。しかし2度目の登板となった8月17日のレイズ戦では、1回2安打1失点2四球と振るわず、19日にAAA級ソルトレイクへ降格した。降格後はAAA級ソルトレイクで6試合に登板していたが、防御率9.82と安定せず、メジャーへ昇格することはなかった。この年は2試合に登板して防御率4.50・1奪三振の成績を残した。
2013年3月2日にエンゼルスと1年契約に合意したが、26日に40人枠を外れ、AAA級ソルトレイクへ降格した。

### レイズ時代
2013年3月27日にデーン・デラロサとのトレードで、タンパベイ・レイズへ移籍。移籍後はAAA級ダーラム・ブルズで41試合に登板して5勝3敗3セーブ・防御率2.82・80奪三振の成績を残した。
2014年もAAA級ダーラムで開幕を迎えたが、5月5日に薬物検査で禁止薬物を使用していたことが発覚し、50試合の出場停止処分を受けた。AAA級ダーラムでは29試合に登板して3勝3敗1セーブ・防御率2.38・60奪三振の成績を残した。9月1日にレイズとメジャー契約を結び、リリーフとして11試合に登板。0勝1敗・防御率3.24・1奪三振の成績を残した。
2015年はレイズのリリーフ陣の一角に定着し、チーム最多の70試合に登板した。2勝6敗2セーブ・防御率3.74・61奪三振という成績を残したほか、前年ほど（15.0超え）ではなかったものの、8.2という高い奪三振率をマークした。
2016年は、27試合の登板に留まった。投球イニングは前年比で半分以下（26.2イニング）になったにもかかわらず、被弾する割合が激増して11発浴びた。その影響もあって、防御率は5.74まで悪化した。11月18日にDFAとなった。

### ドジャース傘下時代
2016年11月28日にウェイバー公示を経て、ミルウォーキー・ブルワーズへ移籍したが、12月2日に40人枠外、4日にFAとなった。
その後、2017年1月3日にロサンゼルス・ドジャースとマイナー契約を結んだ。2017年は傘下のAAA級オクラホマシティ・ドジャースでプレーし、23試合に登板して2勝2敗3セーブ・防御率2.63・29奪三振の成績を残した。オフの11月6日にFAとなった。

### フィリーズ傘下時代
2018年1月3日にフィラデルフィア・フィリーズとマイナー契約を結び、スプリングトレーニングに招待選手として参加することになった。

## 詳細情報

### 年度別投手成績
| 年 度    | 球 団    | 登 板 | 先 発 | 完 投 | 完 封 | 無 四 球 | 勝 利 | 敗 戦 | セ 丨 ブ | ホ 丨 ル ド | 勝 率 | 打 者 | 投 球 回 | 被 安 打 | 被 本 塁 打 | 与 四 球 | 敬 遠 | 与 死 球 | 奪 三 振 | 暴 投 | ボ 丨 ク | 失 点 | 自 責 点 | 防 御 率 | W H I P |
| -------- | -------- | ----- | ----- | ----- | ----- | -------- | ----- | ----- | -------- | ----------- | ----- | ----- | -------- | -------- | ----------- | -------- | ----- | -------- | -------- | ----- | -------- | ----- | -------- | -------- | ------- |
| 2012     | LAA      | 2     | 0     | 0     | 0     | 0        | 0     | 0     | 0        | 0           | ----  | 11    | 2.0      | 2        | 0           | 3        | 0     | 0        | 1        | 0     | 0        | 1     | 1        | 4.50     | 2.50    |
| 2014     | TB       | 11    | 0     | 0     | 0     | 0        | 0     | 1     | 0        | 0           | .000  | 37    | 8.1      | 6        | 3           | 5        | 0     | 2        | 14       | 0     | 0        | 3     | 3        | 3.24     | 1.32    |
| 2015     | TB       | 70    | 2     | 0     | 0     | 0        | 2     | 6     | 2        | 19          | .500  | 269   | 67.1     | 45       | 8           | 26       | 3     | 2        | 61       | 4     | 0        | 31    | 28       | 3.74     | 1.05    |
| 2016     | TB       | 27    | 0     | 0     | 0     | 0        | 0     | 2     | 0        | 1           | .000  | 112   | 26.2     | 24       | 11          | 9        | 0     | 1        | 23       | 3     | 0        | 17    | 17       | 5.74     | 1.24    |
| MLB：4年 | MLB：4年 | 110   | 2     | 0     | 0     | 0        | 2     | 9     | 2        | 20          | .182  | 429   | 104.1    | 77       | 22          | 43       | 3     | 5        | 99       | 7     | 0        | 52    | 49       | 4.23     | 1.15    |

- 2017年度シーズン終了時

### 背番号
- 65（2012年）
- 54（2014年 - 2016年）